# 阿里哈
阿里哈，是西班牙卡斯蒂利亚-莱昂布尔戈斯省的一个市镇。总面积7平方公里，总人口218人（2001年），人口密度31人/平方公里。